# Камулоген
Камулоген (на латински: Camulogenus; † 52 пр.н.е., Лутеция) e аулерки (Aulerci), галски вожд на келтското племе паризии.
В преклонна възраст защитава Лутеция (днешен Париж) от армията на Тит Лабиен, по време на Юлий Цезар и умира през 52 пр.н.е. в битката при Лутеция на левия бряг на Сена.

## Памет
- улицата „Rue Camulogène“ в Париж е наречена на него.